# Rawsonazo
El Rawsonazo fue una insurrección popular sucedida en la ciudad de Rawson, capital de la provincia de Chubut, Argentina, el 29 de marzo de 1972. Formó parte de una serie de puebladas en Argentina entre 1969 y 1972 - todas ellas nombradas con palabras terminadas con el sufijo "azo"-, contra la dictadura gobernante autodenominada "Revolución Argentina".

## Los hechos
El 29 de marzo de 1972, la población de la ciudad de Rawson, la exigió al funcionario que había usurpado el poder en la provincia, responder un memorial escrito con quince preguntas relacionadas con sus derechos, dándole un plazo de cuatro días, inmediatamente después de finalizada la Semana Santa. El petitorio fue entregado por una manifestación integrada por comerciantes, empleados públicos, profesionales, estudiantes, vecinos, apoyados por una caravana de automóviles y el cierre de todos los comercios. Las quince preguntas estaban referidas a la situación de ciertas obras públicas, la falta de determinadas partidas en el presupuesto, la demora en licitar el primer canal de televisión con que contaría la ciudad, la realización de obras innecesarias, la reducción de las tasas de interés en los créditos hipotecarios del banco público nacional y las razones del traslado de la Comisión Nacional de Energía Atómica. 
El gobierno dictatorial respondió a las exigencias mediante una conferencia de prensa realizada el sábado 1 de abril, que fue examinada en detalle, ese mismo día por una asamblea popular que consideró que el gobierno dictatorial había aceptado todos sus reclamos. El Manifiesto del Rawsonazo forma desde entonces parte de la cultura democrática de esa provincia.